# Hiéroglyphe égyptien E11
Pour les articles homonymes, voir Bélier (homonymie).
Le hiéroglyphe égyptien E11 (bélier) est classifié dans la section E « Mammifères » de la liste de Gardiner ; il y est noté E11.

## Représentation
Il représente un bélier (Ovis longipes palaeoaegypticus). 

## Utilisation
| E10 |

| E10 |

C'est un déterminatif du champ lexical du mouton.